# Carlos Daniel Gómez
Carlos Daniel Gómez Cassani (Lima, 9 de febrero de 2005) es un futbolista peruano. Juega como lateral derecho y su equipo actual es el Alianza Lima de la Liga 1 de Perú.

## Trayectoria

### Divisiones menores y reservas
Se formó en las divisiones menores del club Alianza Lima. Tras destacar en la Copa Libertadores Sub-20 de 2023 con el equipo peruano, en agosto de ese mismo año fue cedido a la filial del Cruzeiro de Brasil, club en el que continuó su desarrollo deportivo.
Durante su etapa en el equipo brasileño, obtuvo los títulos de la Copa Mineiro Sub-20 y la Copa de Brasil Sub-20. A mediados de 2024, regresó a Alianza Lima, donde continuó su carrera en el equipo de reserva del club.

### Profesional

#### Alianza Lima
Para la temporada 2025, fue ascendido al primer equipo del Alianza Lima. Su debut con el equipo profesional se produjo el 25 de enero de 2025, en un partido amistoso disputado en Quito frente a la Liga Deportiva Universitaria.

## Estadísticas
Datos actualizados hasta su último partido jugado el 10 de abril de 2025
| Club                | Div.          | Temporada     | Liga  | Liga  | Copas nacionales | Copas nacionales | Copas internacionales | Copas internacionales | Total | Total |
| Club                | Div.          | Temporada     | Part. | Goles | Part.            | Goles            | Part.                 | Goles                 | Part. | Goles |
| ------------------- | ------------- | ------------- | ----- | ----- | ---------------- | ---------------- | --------------------- | --------------------- | ----- | ----- |
| Alianza Lima · Perú | 1.ª           | 2025          | 2     | 0     | -                | -                | 1                     | 0                     | 3     | 0     |
| Alianza Lima · Perú | Total Club    | Total Club    | 2     | 0     | 0                | 0                | 1                     | 0                     | 3     | 0     |
| Total carrera       | Total carrera | Total carrera | 2     | 0     | 0                | 0                | 1                     | 0                     | 3     | 0     |